# Reichsvikar

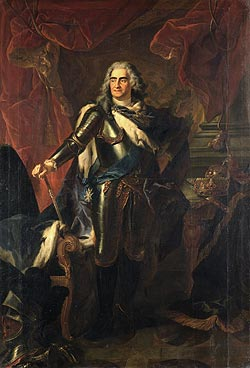
August der Starke – er erhob in seiner Eigenschaft als Reichsvikar die freiherrliche Familie derer zu Hoym 1711 in den Reichsgrafenstand.

Als Reichsvikare (vicarius imperii oder provisor imperii) bezeichnete man im Heiligen Römischen Reich die Verweser, die für die Zeit zwischen dem Tod des Kaisers bzw. Königs und der Wahl bzw. Krönung eines Nachfolgers (Sedisvakanz oder Interregnum) die laufenden Geschäfte fortführten.
Reichsvikare waren Vertreter des römisch-deutschen Königs, die diesen entweder regional vertraten oder in Zeiten der Thronvakanz als Reichsverweser fungierten. Die Einrichtung von Generalreichsvikariaten bei Abwesenheit des Herrschers oder von größeren Gebietsvikariaten in königsfernen Gegenden sollte das grundlegende Problem lösen, dass der König oder Kaiser im Reich nicht allgegenwärtig sein konnte. Er benötigte loyale Stellvertreter, wenn er eine Region, einen Reichsteil oder ein Teilreich verließ oder in absehbarer Zeit nicht mehr betreten konnte.
Regionale Reichsvikare in königsfernen Gebieten wurden erstmals unter Kaiser Friedrich II. ernannt. Die Goldene Bulle Karls IV. von 1356 bestimmte den wittelsbachischen Pfalzgrafen bei Rhein zu einem von zwei Reichsverwesern.

## Territoriale Zuständigkeit der Reichsvikare
Für Deutschland schrieb 1356 die Goldene Bulle eine bereits früher bestehende Regelung zur Reichsverweserschaft durch die weltlichen Kurfürsten endgültig fest: Die Kurfürsten von Sachsen teilten sich mit den rheinischen Pfalzgrafen das Reichsvikariat. Danach war der Kurfürst von der Pfalz Reichsvikar für die Gebiete fränkischen Rechts und der Kurfürst von Sachsen für die Gebiete sächsischen Rechts. Die Grenzen zwischen diesen Gebieten, insbesondere in den Regionen Hessen, Jülich-Kleve-Berg, Lüttich und Ostfriesland, waren bis 1750 umstritten. Der König von Böhmen und der Erzherzog von Österreich weigerten sich sogar, irgendeinen Vikar über sich anzuerkennen.
Im Alten Reich gab es zeitweise Reichsvikare für die deutschen und italienischen Gebiete sowie für das Arelat. Das Reichsvikariat über Reichsitalien, dessen Besetzung zeitweise die Päpste als ihr Recht beanspruchten, war zwischen den Herzögen von Savoyen und Mantua umstritten. Auch innerhalb Reichsitaliens setzten die Kaiser zeitweise Reichsvikare für einzelne Regionen ein, so begannen die Visconti in Mailand und die Gonzaga in Mantua die Herrschaft über ihre Kommunen jeweils als Reichsvikare, die sie im Lauf der Zeit dann zu Signorien und schließlich zu erblichen Herzogtümern (als Fahnlehen des Reichs) ausbauen konnten. 1624 wurde für Reichsitalien das Amt des Generalkommissars bzw. Plenipotentiars geschaffen, welches faktisch die ursprünglichen Aufgaben des Reichsvikariats, das seit Karl IV. nur noch ein Titularvikariat war, übernahm.
Das Haus Savoyen führte den Titel Fürst und ständiger Vikar des Heiligen Römischen Reiches in Reichsitalien bis zum Ende des Alten Reiches 1806.

## Kompetenzen der Reichsvikare
Die Reichsvikare besaßen außer der Vergabe von Fahnlehen und der Veräußerung von Reichsgut alle kaiserlichen Rechte.
Zu den Kompetenzen der Reichsvikare gehörten insbesondere die Fortführung der laufenden Geschäfte des Kaisers bzw. Königs, die Hofgerichtsbarkeit, der Einzug von Steuern, Legitimierungen, Emanzipationen, die Vergabe von Privilegien und die Investitur in Reichslehen mit Ausnahme der Fahn- und Szepterlehen, zu denen auch die Reichsfürstentümer gehörten. Außerdem durften sie Standeserhöhungen im Reichsadel (Erhebungen in den Reichsadels-, Reichsritter-, Reichsfreiherren-, Reichsgrafen- und Reichsfürstenstand) vornehmen, übten die Jurisdiktion des Königs/Kaisers aus und waren an der Bestätigung kirchlicher Pfründen beteiligt. Über das Reichsgut durften sie nicht verfügen; auch waren sie an die Wahlkapitulation des vorherigen Herrschers gebunden. Die Vikare nutzten häufig ihre Privilegien, um ihnen getreue oder zumindest zahlungswillige Vasallen oder sogar ihre Mätressen in den Adelsstand zu erheben, weswegen in Zeiten eines Interregnums besonders viele Adelsdiplome ausgestellt wurden. Nach seiner Wahl musste der neue König die Beschlüsse der Vikare nachträglich bestätigen, wozu er auch durch seine Wahlkapitulation angehalten wurde. Der Reichshofrat hob jedoch gelegentlich Entscheidungen der Vikare wieder auf.

## Veränderungen durch den Streit um die pfälzische Kurwürde

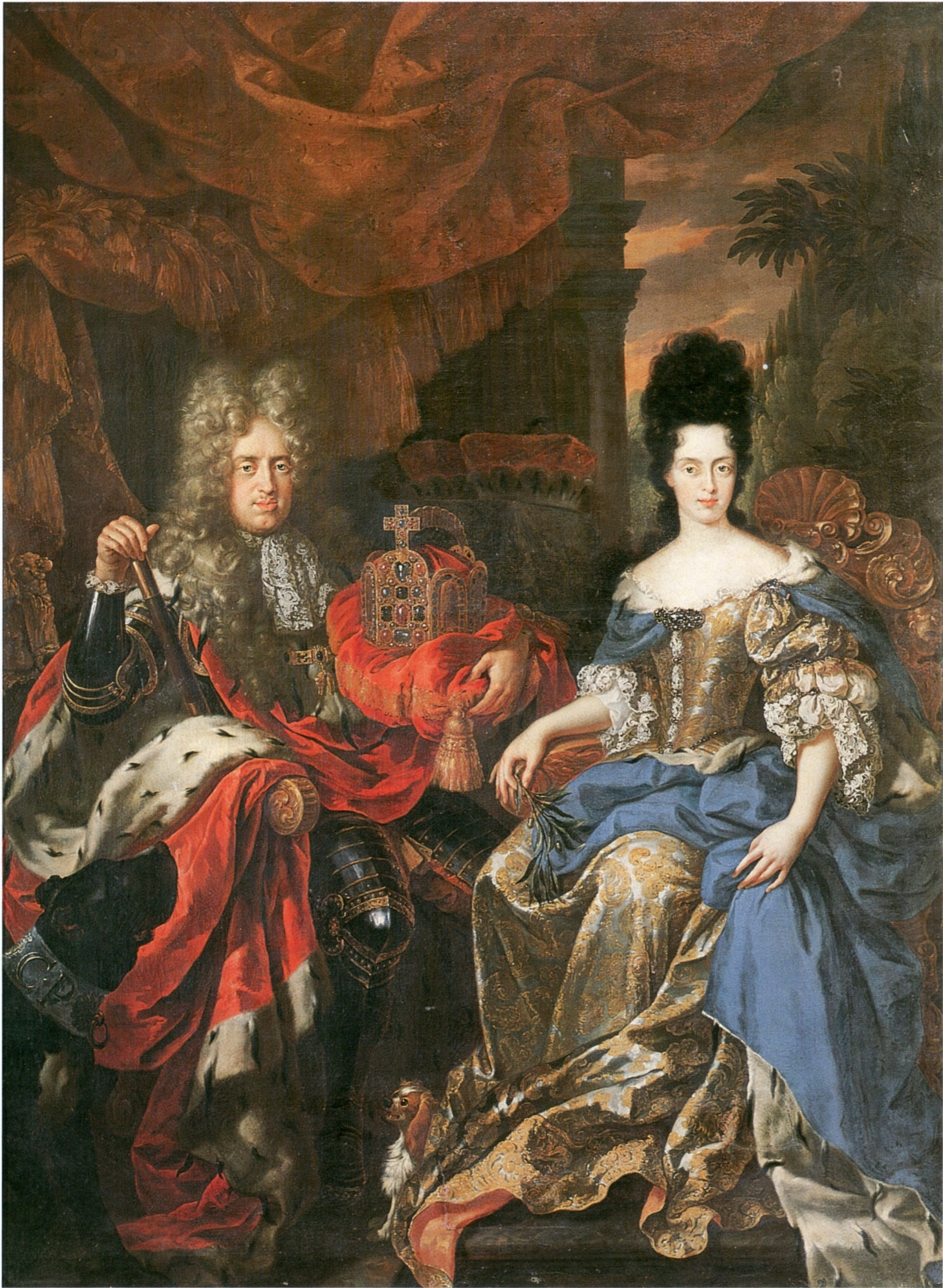
Das Doppelbildnis des Kurfürsten Johann Wilhelm von der Pfalz und seiner Gemahlin Anna Maria Luisa de’ Medici von Jan Frans van Douven aus dem Jahr 1708 verweist durch Abbildung der Reichskrone in der Bildmitte auf den Titel des Reichsvikars, den der pfälzische Kurfürst beanspruchte.

Die Befugnisse der als Reichsvikare genannten Reichsverweser wurden zum Streitgegenstand zwischen den Pfalzgrafen bei Rhein und den Herzögen von Bayern. Nach den Auseinandersetzungen vor dem Reichskammergericht (spätestens seit 1612), gingen die Rechte der pfälzischen Reichsverweserschaft zusammen mit der Kurwürde 1623 mit Maximilian I. (Bayern) an die bayerischen Wittelsbacher über.
Kurfürst Friedrich V. von der Pfalz verlor zu Beginn des Dreißigjährigen Krieges die Würde des Reichsvikars für die Gebiete fränkischen Rechts zusammen mit der pfälzischen Kurstimme und der Würde des Erz-Truchsessen an den Kurfürsten von Bayern. Jedoch beanspruchte die im Westfälischen Frieden 1648 wiederhergestellte Kurpfalz bereits im Interregnum von 1657/58 die pfälzische Kurwürde und die Würde des Vikars wieder für sich, was aber weder vom Erzkanzler, dem Erzbischof von Mainz, noch von Kursachsen, Kurbayern und dem später gewählten Kaiser Leopold I. anerkannt wurde. Nur als im Zuge des Spanischen Erbfolgekrieges der Kurfürst von Bayern, Maximilian II. Emanuel, aus Deutschland geflohen und in die Reichsacht erklärt worden war, konnte Johann Wilhelm, der Kurfürst von der Pfalz (die 1685 an die katholische Linie Pfalz-Neuburg gefallen war), im Jahr 1711 das Reichsvikariat ausüben.
Dessen Nachfolger Karl III. Philipp schloss 1724 mit seinen wittelsbachischen Vettern in Bayern einen Vertrag, der eine gemeinsame Ausübung des Reichsvikariats vorsah, was aber vom Reichstag nicht akzeptiert wurde. 1745 kam es dann zu der Vereinbarung, das Reichsvikariat abwechselnd auszuüben, wobei Bayern der Vortritt gelassen wurde. Kaiser Franz I. erkannte diese Regelung nach seiner Wahl an und wurde darin 1752 vom Reichstag bestätigt. Nach dem Aussterben der bayerischen Wittelsbacher fielen 1777 beide Kurwürden und damit auch die Vikarswürden wieder auf die nun in Bayern regierende pfälzische Linie.
Von diesem Streit unberührt, wurde das Reichsvikariat für die Gebiete sächsischen Rechts bis zum Ende des Heiligen Römischen Reiches ohne Unterbrechung durch die Kurfürsten von Sachsen ausgeübt. Sächsische Vikariatsmünzen in Gold und Silber belegen umfangreich sämtliche Vikariatsfälle der sächsischen Kurfürsten. Besonders die Vikariatsmünzen Johann Georgs II. zeigen wie wichtig die politische Korrektheit bei der Gestaltung der Münzen war. Die kurpfälzischen Vikariatsmünzen wurden in wesentlich geringerem Umfang geprägt, da die Pfalz und Bayern mit den silberreichen sächsischen Kurfürsten nicht mithalten konnten.

## Reichsgubernator
Während der häufigen Abwesenheit Kaiser Friedrichs II. im Reich ernannte dieser als Stellvertreter und Vormund für seine Söhne Heinrich (VII.) und Konrad IV. sogenannte Reichsgubernatoren.